# 周文楷
周文楷，字崇仁，晚号苏园，浙江鄞县人，清朝雍正乾隆年间医学家。

## 生平
周文楷是浙东名医，他于乾隆六年受邀请远赴菲律宾，治愈当地国王之病，后被国王盛情挽留，定居吕宋。周文楷以妇科闻名于世，促进了中国和东南亚的医学、文化交流，扩大了中国传统医学的影响力。《鄞县通志》记载“周文楷以善治带下称于里中，妇女就视者，日必满座”。